# Vivstavarv

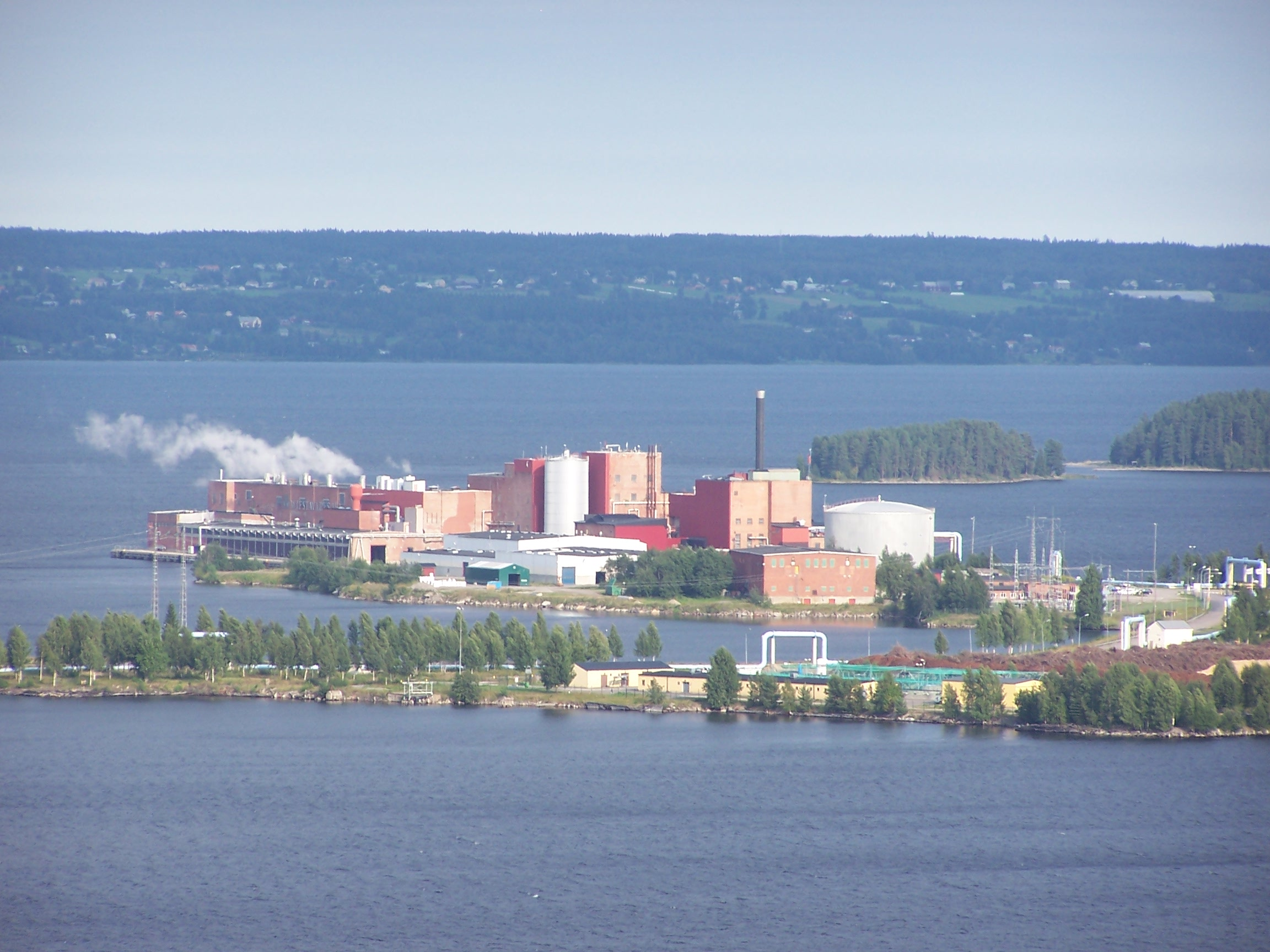
Wifsta finpappersbruk lades ner 2007.

Vivstavarv är ett brukssamhälle i Timrå kommun och är en del av tätorten Timrå, mellan Vivsta och Fagervik.
Samhället är mest känt för Wifstavarfs finpappersbruk, som ägdes av M-real och som var i drift fram till sommaren 2007.